# Улица Пушкина (Салават)
Улица Пу́шкина  — улица Салавата в центре города.

## История
Застройка улицы началась в 1950 году. В конце улицы находился магазин с кафе «Голубой Дунай».
В том же году в парке был похоронен погибший в ДТП начальник управления и строительства Салавата Меркурьев В. Д. На могиле в парке был поставлен памятник. Позже захоронение было перенесено на кладбище.
Улица застроена в основном кирпичными 2-х этажными домами.
В начале улицы в 1961 году был установлен гипсовый памятник Пушкину. Позднее он был перемещен в Детский парк, где стоял памятник Салавату Юлаеву. Памятник был открыт 23 октября 1955 года.
От памятника Салавату Юлаеву осталась только цепь. Сам памятник на новом постаменте перенесен на проспект Юлаева. В детском парке в 50-60-х годах стояли карусели, горки.
Зимой ставили ёлки для детей. Рядом с парком был дом пионеров.
В 2000 годах парк перестроили. Установили фигурки зверей, скамейки, горки. Срубили старые деревья и посадили новые.
В 90-х годах XX века сквер по улице Пушкина у ЗАГСа застроен элитными современными 2 этажными домами.
Средняя часть улицы засажена деревьями.

## Трасса

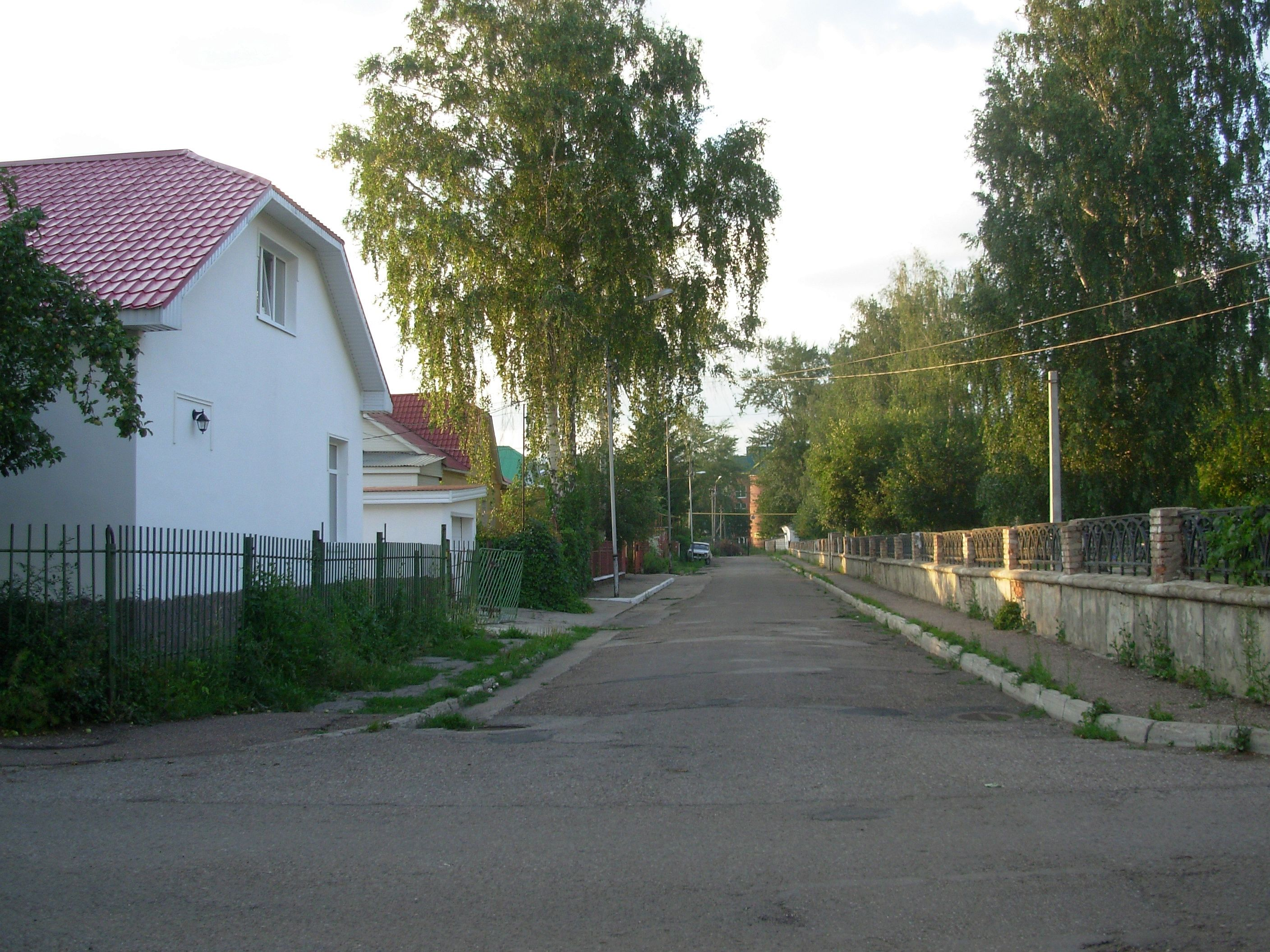
Улица Пушкина

Улица Пушкина начинается с улицы Гагарина и заканчивается на улице Строителей.
Пересекает бульвар Матросова, улицу Богдана Хмельницкого.

## Транспорт
По улице Пушкина  маршрутные такси и автобусы не ходят. Движение автотранспорта двухсторонее.

## Примечательные здания
- Детский парк
- Памятник Пушкину
- Салаватский индустриальный колледж
- д. 16а Похоронное бюро
- д. 5 Баня № 1[5]
- д. 24 похоронное бюро, бывшее здание детского кинотеатра Пионер.

## Литература

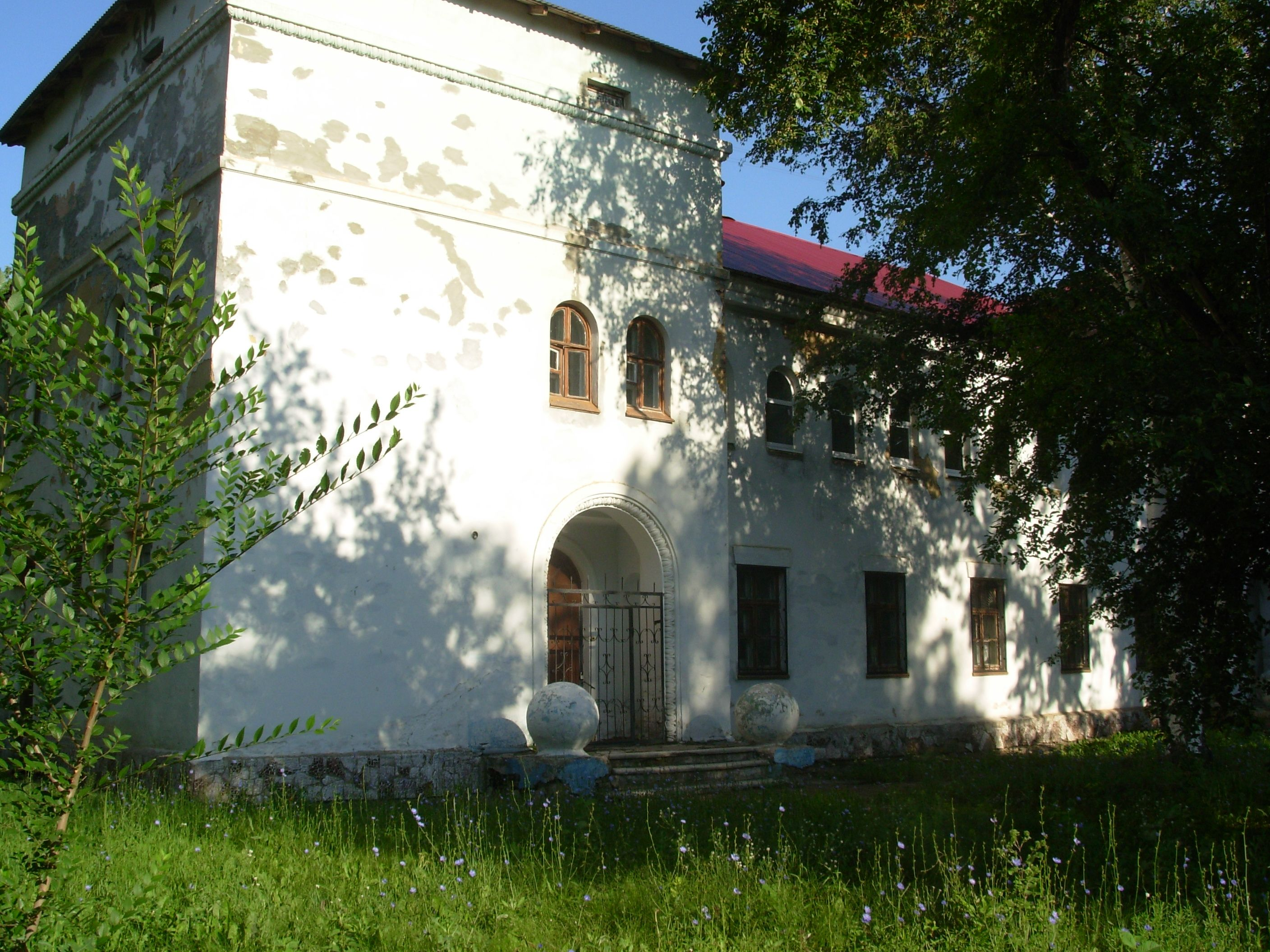
Баня на улице Пушкина

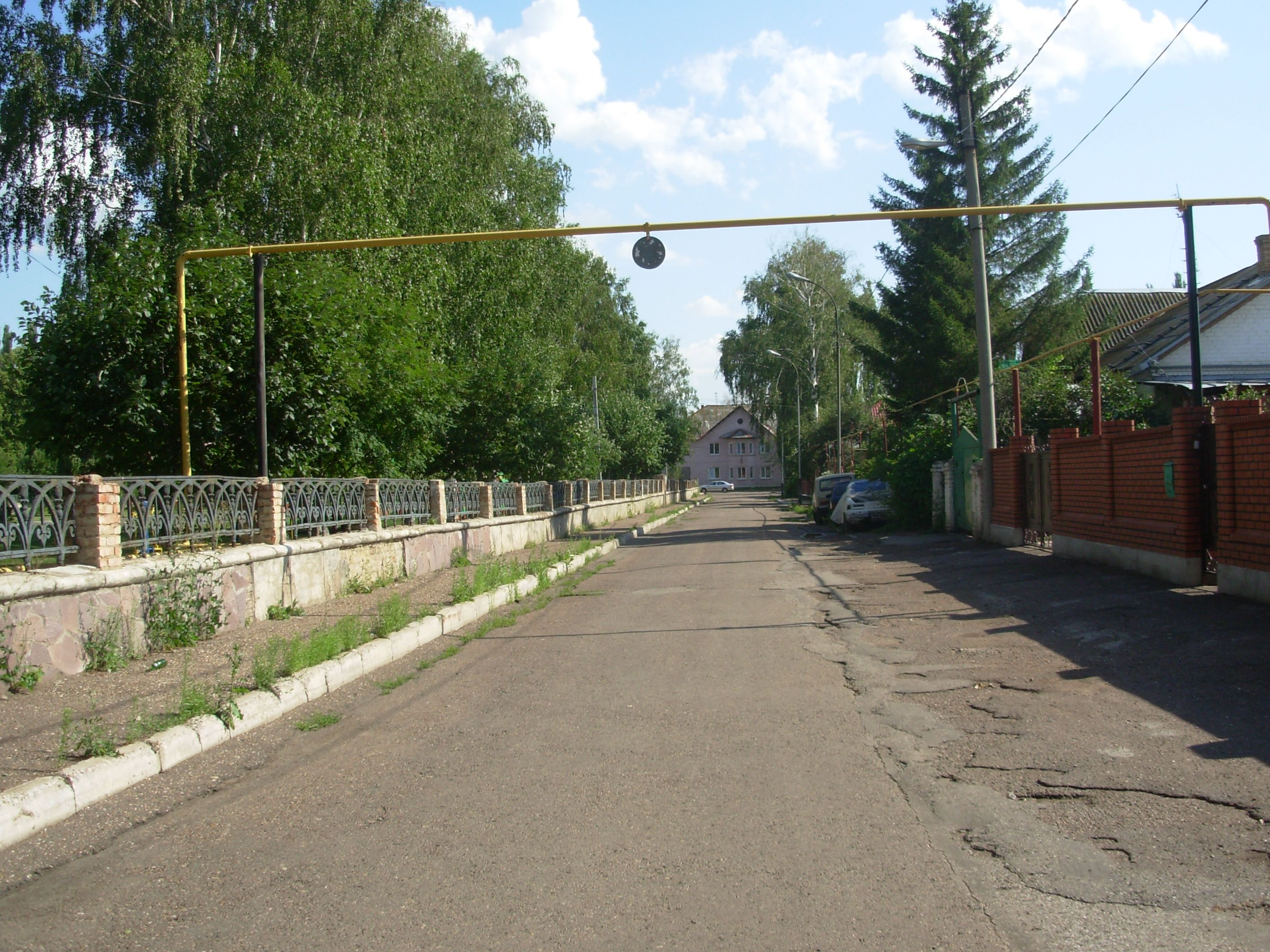
Улица Пушкина